# Blodspengar
Blodspengar (originaltitel: L'Argent, "Pengarna") är en fransk-schweizisk dramafilm från 1983 i regi av Robert Bresson. Filmen bygger på novellen "Den falska kupongen" av Lev Tolstoj.

## Medverkande
- Christian Patey som Yvon Targe
- Vincent Risterucci som Lucien
- Caroline Lang som Elise
- Sylvie van den Elsen som den gråhåriga damen
- Béatrice Tabourin som den kvinnliga fotografen
- Didier Baussy som fotografen
- Marc Ernest Fourneau som Norbert
- Bruno Lapeyre som Martial
- Françoise-Marie Banier som Yvons medfånge
- Jeanne Aptekman som Yvette
- Gilles Durieux som en domare
- André Cler som Norberts far
- Claude Cler som Norberts mor
- Michel Briguet som den gråhåriga damens far
- Jean-Marc Henchoz som första polisen